# Гвідоччо Коццареллі

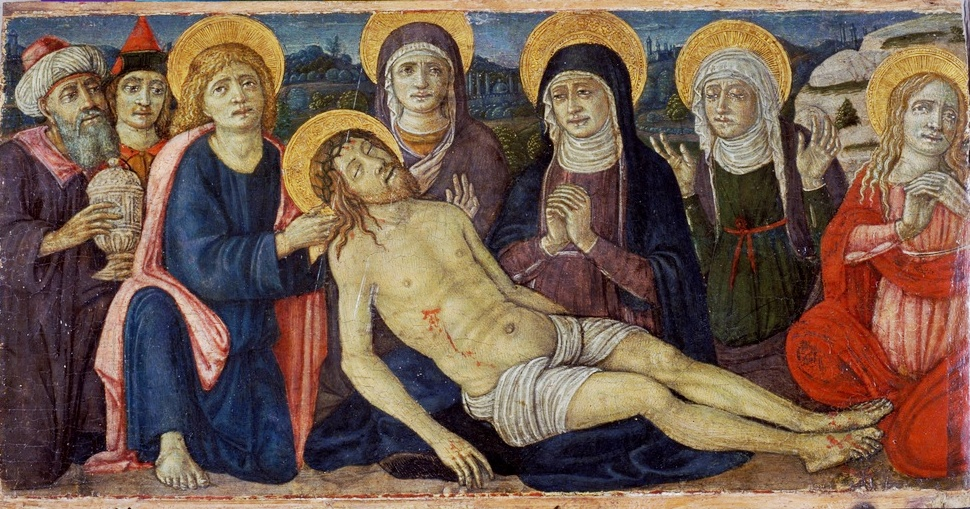
«Оплакування Христа». бл. 1500. Музей Лінденау, Альтенбург

Гвідо́ччо Коццаре́ллі (італ. Guidoccio Cozzarelli; 1450, Сієна — 1516, там само) — італійський живописець.

## Біографія
Народився у Сієні. Навчався в майстерні живописця Маттео ді Джованні, з яким потім, у період з 1470 по 1483 рік, тісно співпрацював. Ймовірно через це, що стилі цих майстрів схожі, їхні роботи часто плутають.
Стиль Коццареллі формувався в руслі сієнської школи живопису, для якої характерні лінеарність і святкова декоративність. Його творчість має дещо архаїчний характер, про що свідчать статичні пози персонажів, їхні застиглі, дещо екзальтовані жести, грубуваті промалювання складок і позбавлений багатства кольорових нюансів колорит.
Творчість Коццареллі прийшлась на той період, коли Сієнська школа, яка пережила свій розквіт у XIV столітті, перебувала в занепаді. Ймовірно, тому його творчість не здобула тієї популярності, яка була у сієнських майстрів попередніх поколінь: Дуччо ді Буонінсенья, Сімоне Мартіні, П'єтро і Амброджо Лоренцетті.
Художник помер у Сієні після 1516 року.